# Brandgul nicka
Brandgul nicka (Pohlia flexuosa) är en bladmossart som beskrevs av W. J. Hooker 1836. Brandgul nicka ingår i släktet nickmossor, och familjen Bryaceae. Arten har ej påträffats i Sverige. Inga underarter finns listade i Catalogue of Life.